# غيم بوي أدفانس
غيم بوي أدفانس (بالإنجليزية: Game Boy Advance، GBA)‏ هو جهاز ألعاب فيديو محمول بتقنية 32 بت صنعته وسوقته نينتندو بعد إطلاقها للجهاز الأسبق له؛ غيم بوي كولر، ولقد كان إطلاقه الأول في اليابان في 21 مارس 2001، ثم أطلق في عدة مناطق من العالم وفي أوقات مختلفة بعد ذلك؛ ففي أمريكا الشمالية أطلق في 11 يونيو 2001، وفي أستراليا في 22 يونيو 2001، وفي أوروبا في 22 يونيو 2001، أما في جمهورية الصين الشعبية (من ضمنها هونغ كونغ) ففي 8 يونيو 2004.

## المواصفات الفنية
- الأبعاد: 81 مم (3.2 إنش) × 145 مم (5.69 إنش) × 25 مم (0.97 إنش).
- الوزن: 140 جرم (5 أونصات) تقريبا.
- الشاشة: شاشة TFT ملونة قياس 2.9 إنش.
- الطاقة: بطاريتان قياس AA.
- عمر البطارية: 15 ساعة بالمتوسط (يعتمد ذلك نوعية اللعبة وشدة الصوت).
- المعالج: معالج آرم7 تي دي ام آي بسرعة 16.8 ميغاهيرتز وبتقنية 32 بت مع ذاكرة مضمنة.
- الذاكرة: 384 كيلوبايت؛ 32 كيلوبايت للتخزين، 96 كيلوبايت لذاكرة الوصول العشوائية للفيديو VRAM، 256 كيلوبايت لذاكرة الوصول العشوائية للنوافذ WRAM.
- دقة العرض: 240 × 160 بيكسل.
- دعم الألوان: 15 بت أحمر أخضر أزرق (المساحة اللونية 16 بت لكن كل قناة لونية تستخدم 5 بتات) والقدرة على عرض الأشكال الشبحية المتحركة باستخدام 512 لون و23768 لون للخلفيات الرسومية.

ستخدام سباريو لون 32679لون19للخلفيات الرسومية.

## وصلات خارجية
- الموقع الرسمي